# یان فیلبی
یان فیلبی (انگلیسی: Ian Filby؛ زادهٔ ۹ اکتبر ۱۹۵۴) بازیکن فوتبال اهل بریتانیا است.
از باشگاه‌هایی که در آن بازی کرده‌است می‌توان به باشگاه فوتبال سنت میرن، باشگاه فوتبال رومفورد، باشگاه فوتبال برنتفورد، و باشگاه فوتبال لیتون اورینت اشاره کرد.